# Spiritus et Sponsa
Spiritus et Sponsa (łac.: Duch i Oblubienica) – list apostolski papieża Jana Pawła II z 4 grudnia 2003 z okazji 40. rocznicy ogłoszenia Konstytucji o liturgii świętej Sacrosanctum Concilium.

## Treść
List apostolski przypomina najważniejsze tezy konstytucji Sacrosanctum Concilium ogłoszonej podczas II soboru watykańskiego. Następnie wskazuje na zmiany, jakie zaszły w Kościele katolickim w dziedzinie liturgii w ciągu 40 lat od wydania konstytucji, a także na zagadnienia, które w tym czasie okazały się szczególnie istotne (świętowanie niedzieli, duszpasterstwo liturgiczne). W dalszej części listu papież zarysowuje perspektywy życia liturgicznego Kościoła, zwracając uwagę m.in. na zagadnienie godnego sprawowania liturgii pod przewodnictwem pasterzy i na rolę milczenia jako znaku liturgicznego.